# بيتي تي بينيت
بيتي تي بينيت (بالإنجليزية: Betty T. Bennett)‏ هي أستاذة جامعية وكاتِبة أمريكية، ولدت في 28 مارس 1935 في بروكلين في الولايات المتحدة، وتوفيت في 12 أغسطس 2006 في واشنطن العاصمة في الولايات المتحدة.